# Leone Cobelli
Leone Cobelli (Forlì, v. 1425 - 1500) est un historien et peintre italien.

## Biographie
Leone Cobelli est le fils de Battista Cobelli, sa date de naissance est incertaine.
Il a passé une grande partie de son enfance en France.
De retour à Forlì, il se rend à Rome où il fréquente la cour de Paul II. De retour à Forli, il fait partie du cercle de Girolamo Riario seigneur de la ville, mais fut aussi ami des Orsi et des Ordelaffi.
Après l'assassinat de Girolamo Riario, ses relations avec les Orsi et Odelaffi lui attirent le courroux de Catherine Sforza, veuve de Riario, qui le fait arrêter. Il est néanmoins libéré grâce à l'intervention de son ami Tommaso Feo.

## Œuvre historique
Leone Cobelli est l'auteur de Cronache Forlivesi qui retracent l'histoire de la ville depuis la fondation jusqu'en 1498.
L'œuvre a été publiée pour la première fois à Bologne en 1874, à partir de manuscrits par la Deputazione di Storia Patria, avec Nouvelles du comte Filippo Guarini, éditée par la Regia Tipografia, dans la collection Monumenti istorici (« monuments historiques) ». La publication a été préparée par Enrico Frati et Giosuè Carducci.
Les Cronache Forlivesi ont intéressé les ufologues, car elles renseignent des observations d'objets volants non identifiés dans le ciel de Forlì, à la fin du XVe siècle.

## Publication
(it) Leone Cobelli, Cronache forlivesi di Leone Cobelli, dalla fondazione della città sino all'anno 1498, Bologne, Regia tipografia, 1874, 533 p. (lire en ligne)

## Œuvres picturales
Leone Cobelli appartient à l'école de Forlì, suiveur de Melozzo de Forlì et de Marco Palmezzano.
L'historien de l'art Stefano Tumidei, comparant les informations biographiques et les données picturales existantes conclut que Leone Cobelli pourrait être identifié avec le maître anonyme que Federico Zeri a désigné comme Maestro dei Baldraccani.
- Fresques perdues des Camere nere, ou Camere di giustizia (1488), Palazzo Comunale, Forlì,
- Fresque Déposition de la Croix et Portrait de l'Hermite Pietro Bianco (attribution), Santuario di Santa Maria delle Grazie di Fornò, près de Forlì.